# جکس کریک (کنتاکی)
جکس کریک (به انگلیسی: Jacks Creek) یک منطقهٔ مسکونی در ایالات متحده آمریکا است که در شهرستان فلوید، کنتاکی واقع شده‌است. جکس کریک ۲۸۲٫۸۶ متر بالاتر از سطح دریا واقع شده‌است.